# Chorągiew dragońska koronna Aleksandra Lubomirskiego
Chorągiew dragońska koronna Aleksandra Lubomirskiego – chorągiew dragońska koronna połowy XVII wieku, okresu wojen ze Szwedami.
Szefem tej chorągwi był Aleksander Lubomirski herbu Szreniawa bez Krzyża.
Chorągiew wzięła udział w bitwie pod Warką 7 kwietnia 1656.